# Robert-Matzke-Straße

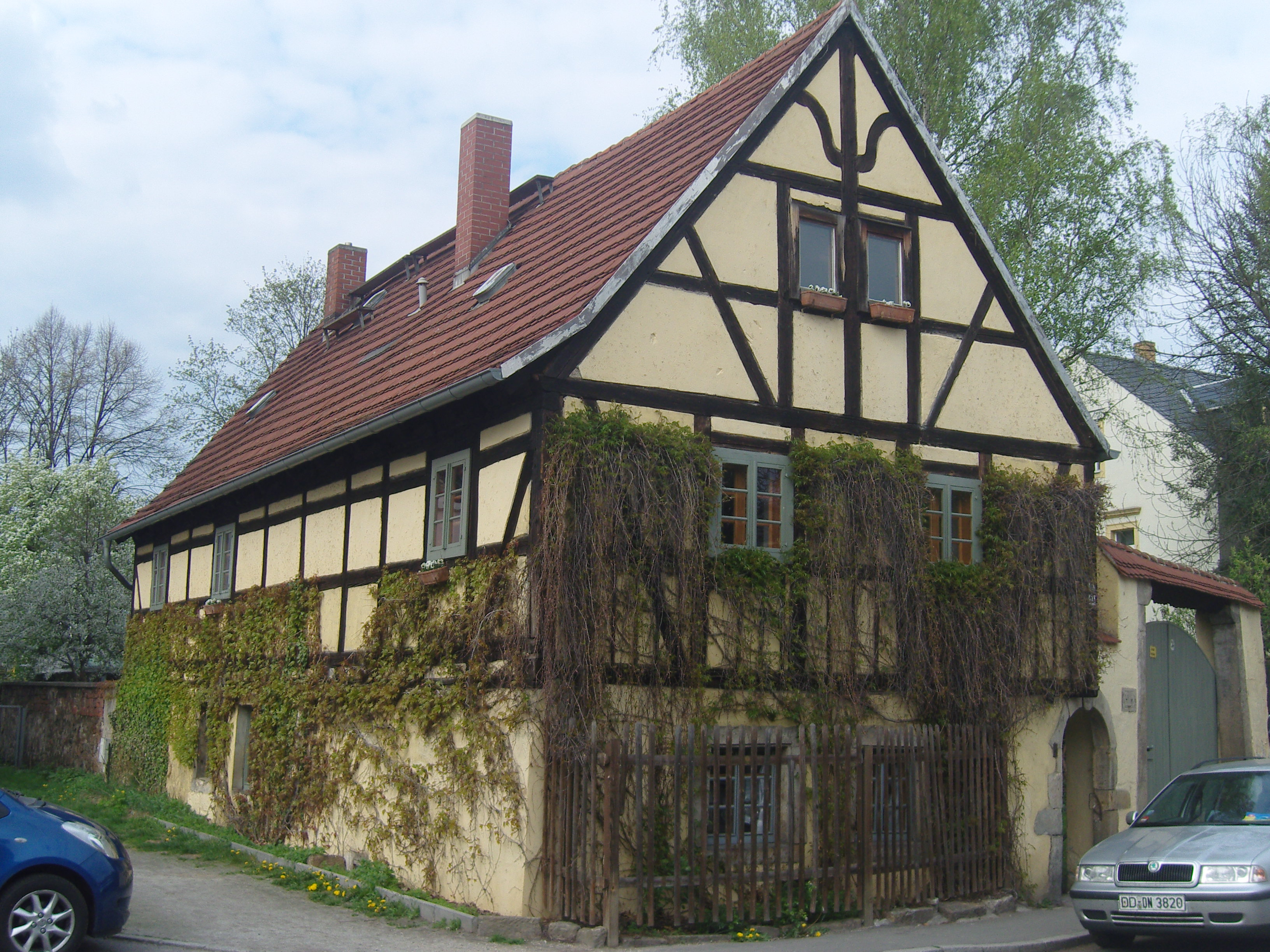
Das denkmalgeschützte Bauernhaus Robert-Matzke-Straße 34 aus dem Jahr 1803 steht im Kontrast zu den vorherrschenden Mietshäusern in geschlossener Bebauung.

Die Robert-Matzke-Straße im Dresdner Stadtteil Pieschen ist Teil eines alten Weges, der vom früheren Lindenplatz (der alte Pieschener Dorfker, heute Altpieschen) bis zum St.-Pauli-Friedhof führte. Wegen der Richtung nach der Heide wurde er seit 1886 mit Haidestraße benannt. Der westliche Teil bis zur Großenhainer Straße trug seit 1892 den Namen Moltkestraße zu Ehren von Helmuth Karl Bernhard Graf von Moltke. Davon wurde aber 1897 die Strecke zwischen der Riesaer Straße und der Großenhainer Straße wieder der Haidestraße zugeordnet. Sicherlich waren es auch organisatorische Gründe, weil die Straße durch den Bahnkörper der Eisenbahn nach Leipzig unterbrochen wird. Westlich des Bahndamms blieb der Name Moltkestraße. Im Jahr 1899 wurde die Straße bis zur Leipziger Straße verlängert. Am 1. Juli 1948 wurde die Moltkestraße umbenannt in Robert-Matzke-Straße. Robert Matzke war Antifaschist und KPD-Mitglied in Pieschen. Er starb 1943 im Dresdner Polizeigefängnis.
Mehrere Gebäude entlang der Straße sind eingetragene Kulturdenkmale. Das an Nr. 34 gelegene Bauernhaus aus dem Jahr 1803 gehört neben einigen alten Wohnhäusern in Altpieschen zu den letzten noch sichtbaren Überresten des als Gassendorf angelegten Dorfes Pieschen.